# ويليام وايت (سياسي أمريكي، مواليد 1822)
ويليام وايت (بالإنجليزية: William White)‏ هو قاضي ومحامي وسياسي أمريكي، ولد في 28 يناير 1822 في إنجلترا في المملكة المتحدة، وتوفي في 12 مارس 1883 في سبرينغفيلد في الولايات المتحدة. نشط حزبياً في الحزب الجمهوري. وقد انتخب Supreme Court of Ohio ‏.